# Henri Van Dievoet
Ne doit pas être confondu avec Hendrik Van Dievoet. Pour les articles homonymes voir Van Dievoet
Pour les autres membres de la famille, voir  Famille Van Dievoet (Bruxelles).
Henri Van Dievoet est un architecte belge, prix de Rome, Grand Prix d'architecture de la Ville de Bruxelles, né à Bruxelles, au 77 rue de Laeken, le 19 janvier 1869 et mort dans sa ville natale le 24 avril 1931.

## Ses racines
Henri Van Dievoet appartenait à une vieille famille bruxelloise qui avait déjà brillé dans les beaux-arts du temps de Louis XIV en la personne de ses arrière-grands-oncles, l'orfèvre Philippe Van Dievoet et le sculpteur Pierre Van Dievoet, un des créateurs de la Grand-Place de Bruxelles.

## Sa formation
Henri Van Dievoet s'inscrivit à l'Académie royale des beaux-arts de Bruxelles le 1er août 1884 et y suivit les cours jusqu'en 1892. Il y fut un élève brillant qui s'y distingua en récoltant de nombreux prix : prix de géométrie, prix de perspective, prix de construction, prix d'archéologie, prix d'histoire de l'art, prix d'hygiène, prix de jurisprudence et enfin prix d'histoire de l'architecture.
Il se forma également auprès de l'architecte Ernest Acker, qui fut d'ailleurs témoin à son mariage.

## Sa carrière

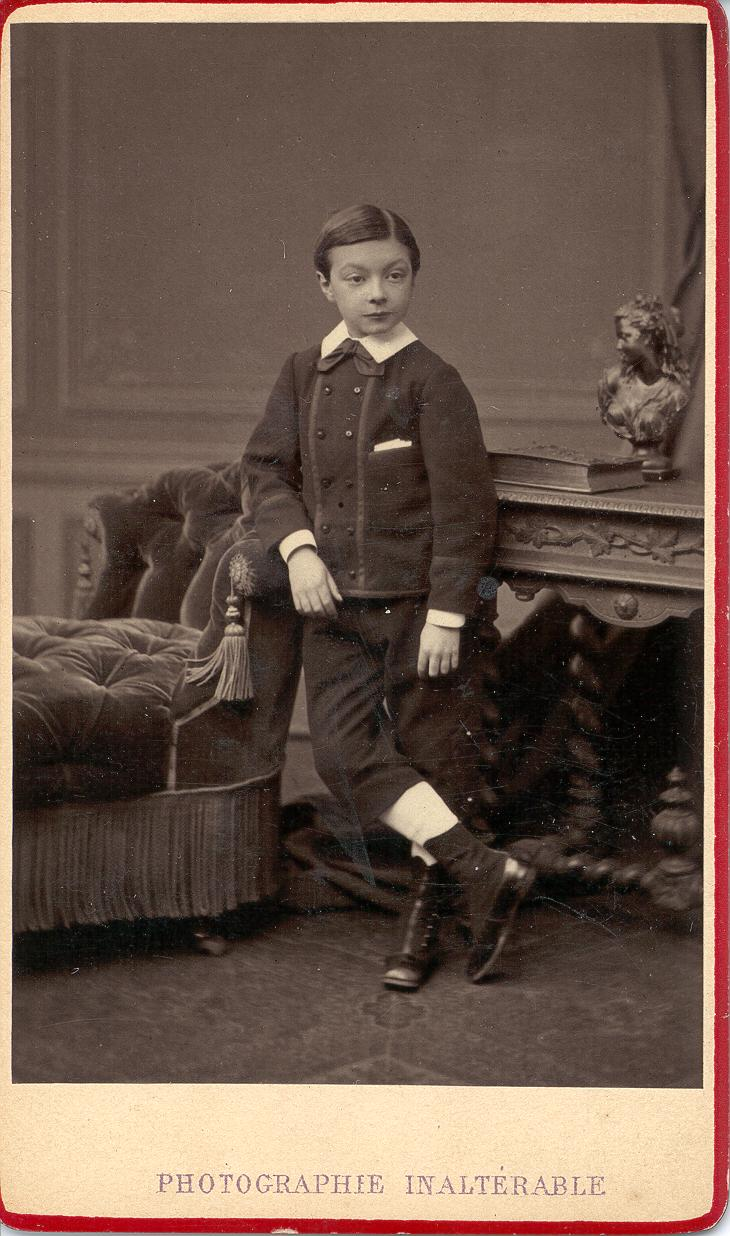
L'architecte Henri Van Dievoet, enfant, par Géruzet, photographe à Bruxelles.

Signature d'Henri Van Dievoet

Sa première maison (1889) fut la maison et atelier d'artiste construit pour l'agent de change Félix Rodberg, 30 rue Washington à Ixelles.
En 1890, il prit part au Salon d'Architecture de l'Exposition des Beaux-Arts de Bruxelles aux côtés de Victor Horta et de Maurice Van Ysendyck.
En 1893 il remporte le concours triennal d'architecture entre les anciens élèves de l'Académie des beaux-arts de Bruxelles.
Ses premiers essais trouvent un avis favorable auprès de la critique et l'on peut lire dans l'Art moderne de 1893 : « Ces tendances nouvelles, M. Van Dievoet semble vouloir les suivre, et il résout avec goût certaines combinaisons dont il s'impose la recherche ; ses façades en témoignent, et aussi ses cottages, pittoresques et assez anglais ».
En 1894, il remporta le Grand Prix d'architecture de la Ville de Bruxelles, à la suite de son projet grandiose de « Palais législatif pour un pays constitutionnel ». Il tentait ainsi d'égaler son grand-oncle Joseph Poelaert en donnant au Pouvoir législatif un bâtiment aussi grandiose que celui que Poelaert avait dédié au Pouvoir judiciaire.
Il fut longtemps le secrétaire zélé de la Société centrale d'architecture de Belgique et les comptes-rendus qu'il fit des séances sont pleins de vie et très instructifs.
À partir de 1910, il fut professeur à l'Académie royale des beaux-arts de Bruxelles.
De 1924 à 1931, il fut titulaire des cours d'architecture et de perspective à l'Académie des Beaux-Arts de Saint-Gilles.
L'ensemble de ses dessins et de ses plans ont malheureusement récemment « disparu » dans l'indifférence générale...
Parmi ses disciples figure Joseph Van Neck, qui avait travaillé comme dessinateur dans son atelier.

## Sa famille

Blason de la famille Van Dievoet.

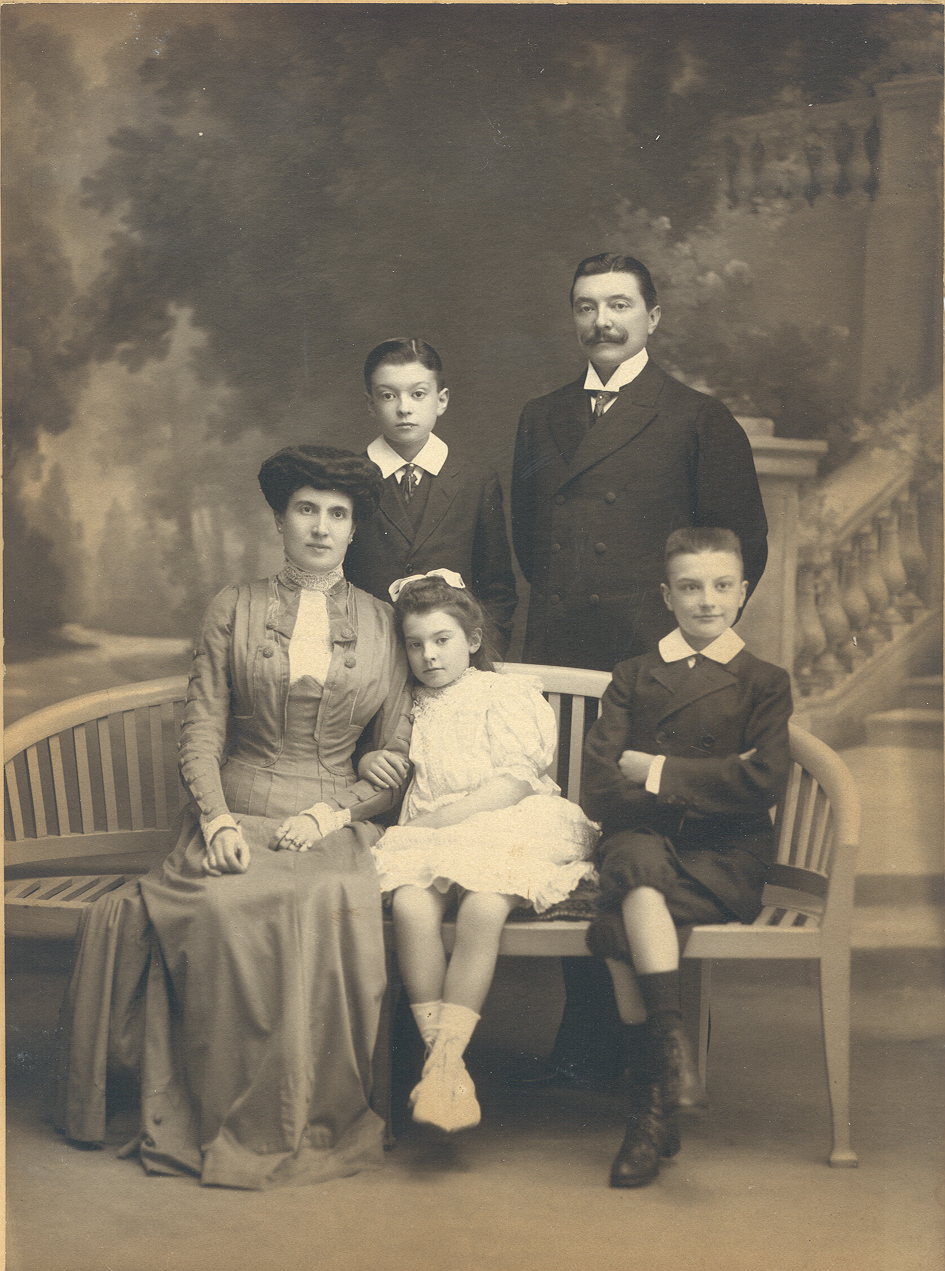
L'architecte Henri Van Dievoet avec son épouse née Eugénie Masson et leurs enfants, Paul (debout), Germaine et Marcel (assis).

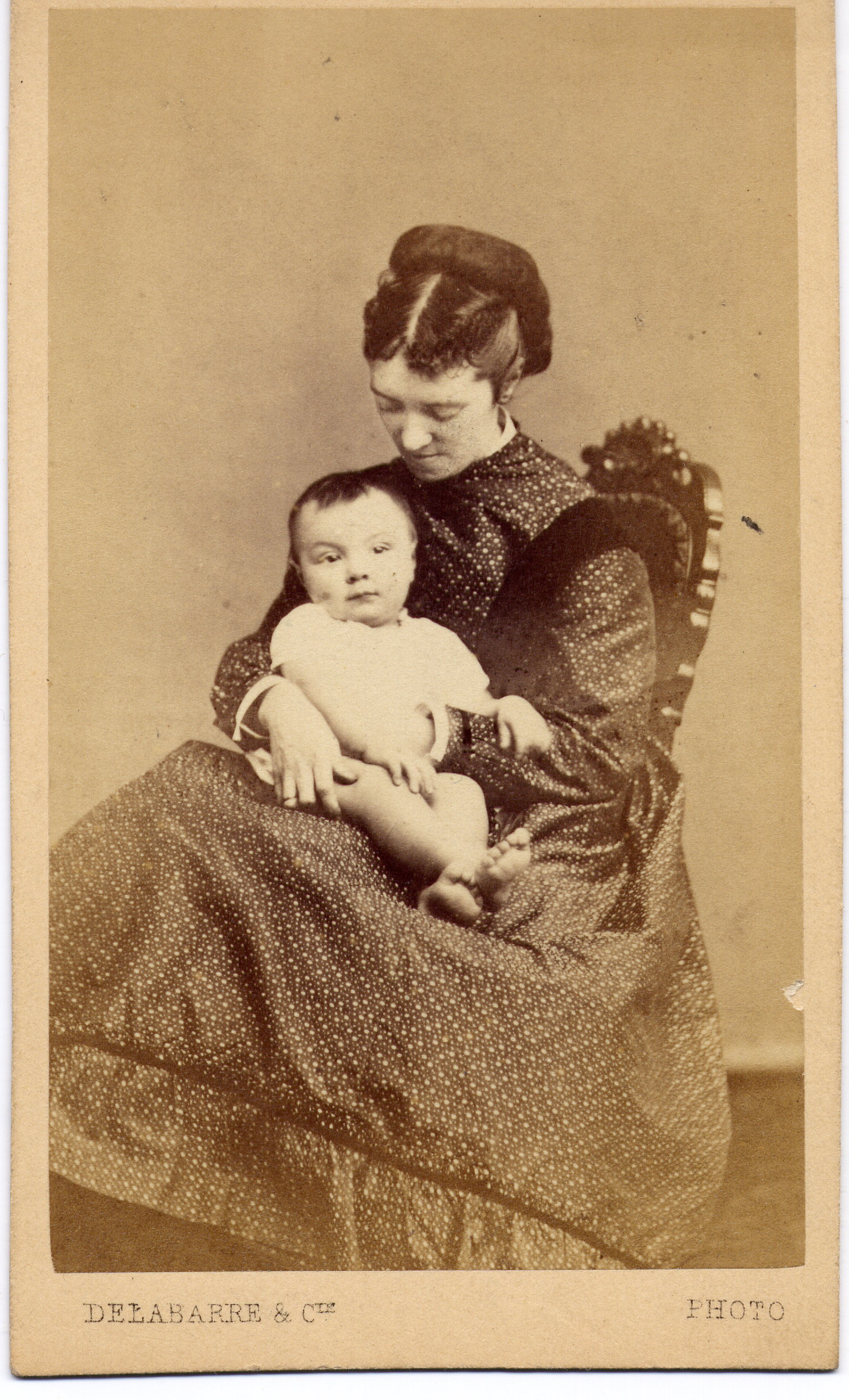
Henri Van Dievoet, enfant, dans les bras de sa mère Hermine Straatman.

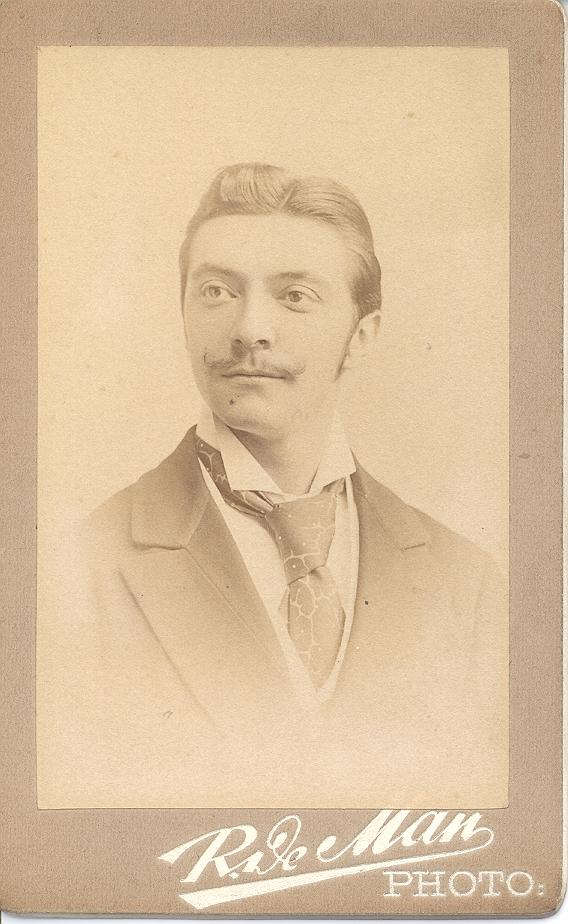
L'architecte Henri Van Dievoet vers 1896 (photo R. De Man.)

Henri Van Dievoet est le fils de Léon Philippe Van Dievoet, commissionnaire-expéditeur par eau, armateur, au 37, Quai-au Bois-à-Brûler (fils d’Eugène Van Dievoet et d’Hortense Poelaert, sœur du célèbre architecte Joseph Poelaert), né à Bruxelles, rue Neuve des Carmes, le 5 février 1838 mort à Forest, rue de la Culture, 179 (Clinique Édith Cavell), le 26 juin 1908, et de Hermine (Mina) Henriette Straatman (mariés à Bruxelles le 3 décembre 1867), née à Bruxelles le 25 septembre 1838 et décédée à Saint-Gilles, rue de la Victoire, 195 (demeurant chez son fils l’architecte Henri Van Dievoet) le 21 février 1917, fille de Lambert Straatman, commissionnaire-expéditeur par eau et armateur, et de Sophie Fautier.
Henri Van Dievoet a épousé à Ixelles, le 2 octobre 1894, Eugénie Ernestine Clémence Hortense Masson, née à Ixelles le 9 juillet 1872, décédée en 1943, fille de Stanislas Jean Ernest Masson, capitaine commandant, chevalier de l'ordre de Léopold, et de Marie Eugénie Louise Clémence Mounoury.
- Son fils, Paul Van Dievoet (né à Bruxelles, 131 rue de l'Arbre Bénit, le 23 août 1896, décédé célibataire à Schaerbeek le 7 septembre 1947), fut architecte de la commune de Schaerbeek, mais produisit également une œuvre privée[18].

- Sa fille, Germaine Van Dievoet (née à Bruxelles le 26 septembre 1899, décédée le 30 octobre 1990 à Uccle, clinique des Deux Alices), fut championne de natation et participa à Anvers aux Jeux olympiques d'été de 1920, Jeux de la VIIe olympiade de l'ère moderne.

- Son fils, Marcel Van Dievoet, poète, est mort à Geel.

Henri Van Dievoet était le frère du fameux décorateur et sgraffitiste art-nouveau Gabriel Van Dievoet (1875-1934), dont les œuvres ornent encore de nombreuses façades bruxelloises.
Il avait également une sœur, Louise Van Dievoet, née à Bruxelles le 3 novembre 1880, décédée à Paris le 26 décembre 1964 (funérailles célébrées le 30 décembre 1964 au Temple protestant de l'Ascension à Paris) qui épousa André Gachassin-Lafite, vicomte d'Orthez, chevalier de la Légion d'honneur, capitaine au 3e régiment de chasseurs d'Afrique (caserné à Constantine, Algérie), assistant-attaché militaire à l'ambassade de France à Bruxelles, ensuite Membre de la Haute commission du Ministère de la Guerre auprès des usines Schneider, Le Creusot (1915-1918), né à Rouen (France) le 23 juin 1868 et décédé à Paris le 2 décembre 1924, fils de Jean Édouard Gachassin-Lafite, lieutenant-général du département de la Gironde sous le Second Empire, officier de la Légion d'honneur et de Catherine-Léonie Lacay. Leur fils, Jacques Gachassin-Lafite, vicomte d'Orthez, officier des Spahis épousa Moira Lister, actrice et écrivaine sud-africaine et britannique.

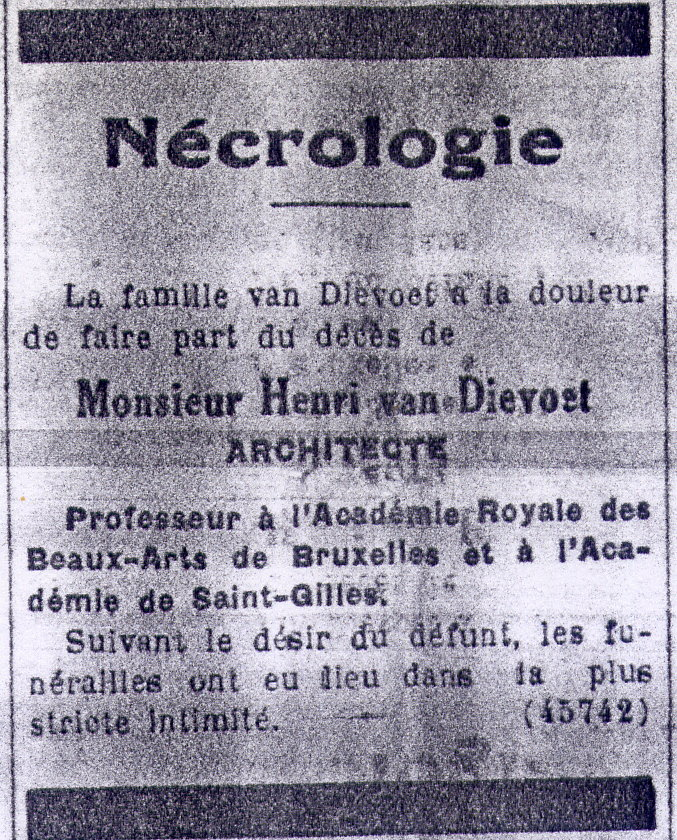
Annonce du décès de l'architecte Henri Van Dievoet dans L'Indépendance Belge, n° 116 du 26 avril 1931.

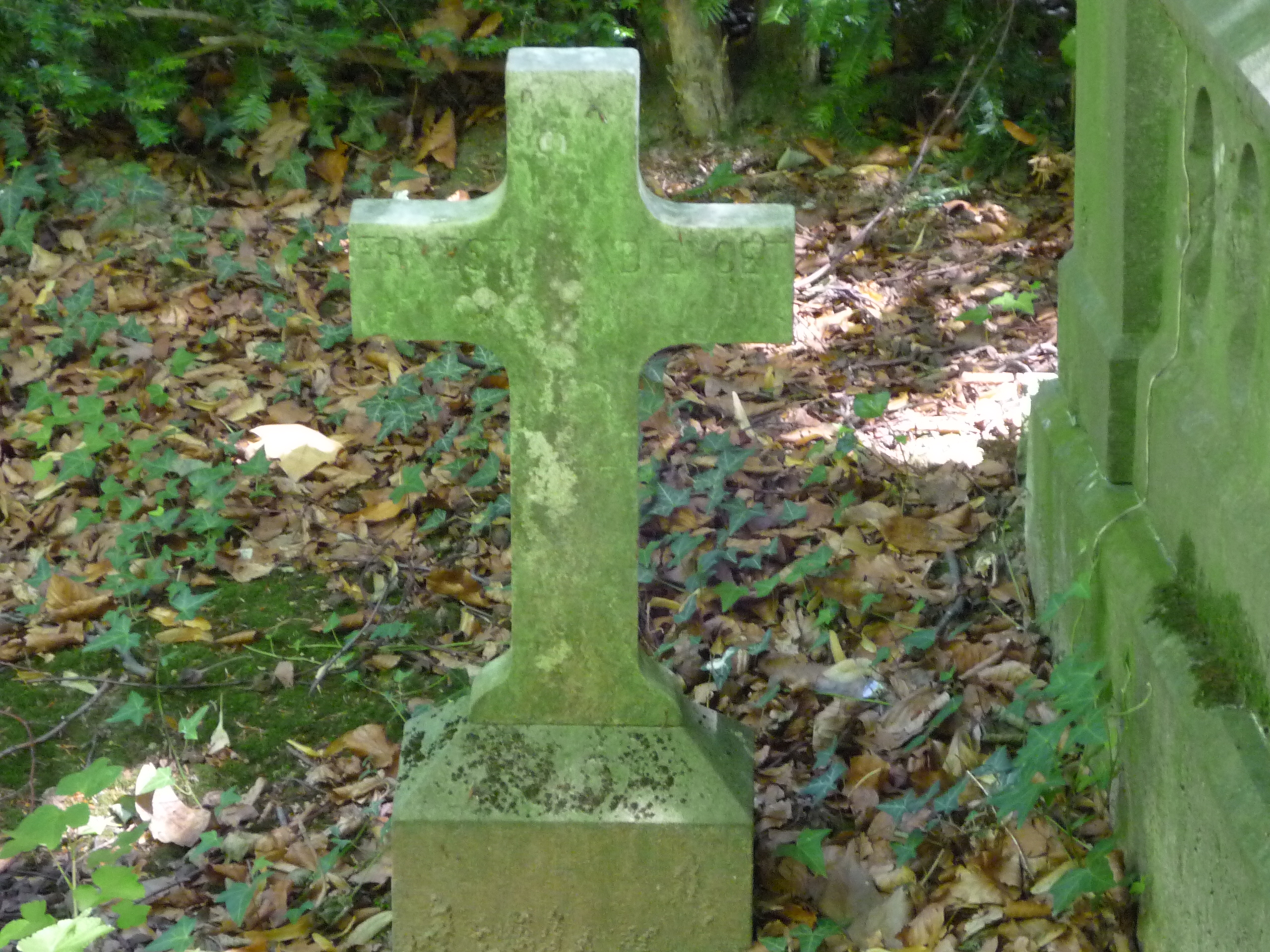
Tombe de l'architecte Henri Van Dievoet, cimetière de Bruxelles (Grande allée centrale, no 218)

## La fin de sa vie
Henri Van Dievoet mourut à l'Hôpital Brugmann et, suivant son désir, ses funérailles auxquelles n'assistait que sa toute proche famille, se déroulèrent dans la plus stricte intimité, son ami Victor Horta eut le geste amical de venir à son enterrement, qui eut lieu au cimetière de Bruxelles. Il est inhumé dans la grande allée centrale, no 218, sous une simple croix janséniste.

## Son œuvre

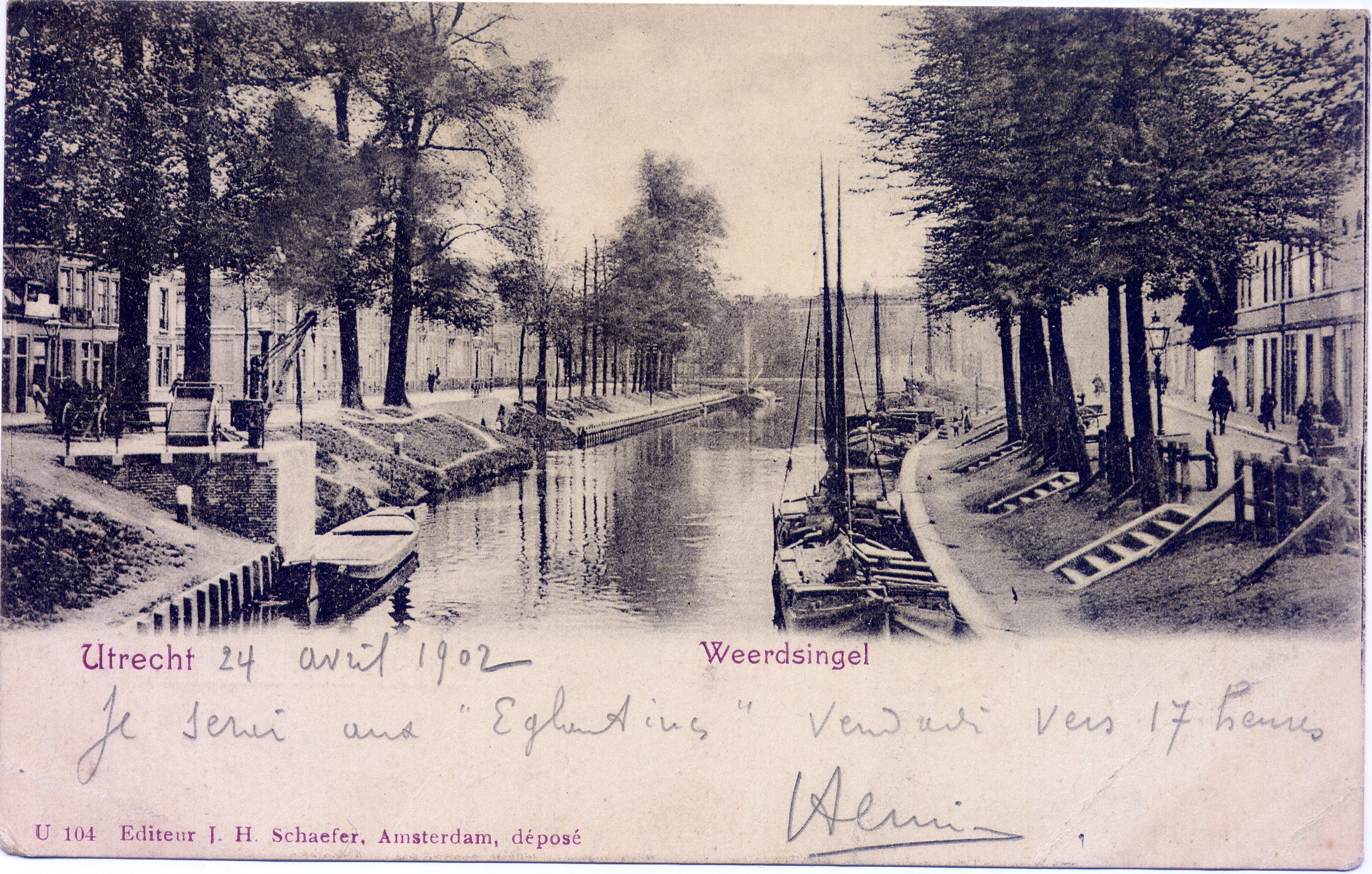
Carte postale autographe envoyée d'Utrecht le 24 avril 1902 par l'architecte Henri Van Dievoet à son frère, le décorateur Art nouveau Gabriel Van Dievoet. Texte : Utrecht, 24 avril 1902. Je serai aux "Eglantines" vendredi vers 17 heures. Henri. Cela concerne la villa "Les Églantines", à Watermael, par Henri Van Dievoet (1902) avec sgraffites ornés d'églantines par son frère le décorateur Gabriel Van Dievoet (propriétaire : Lepreux).

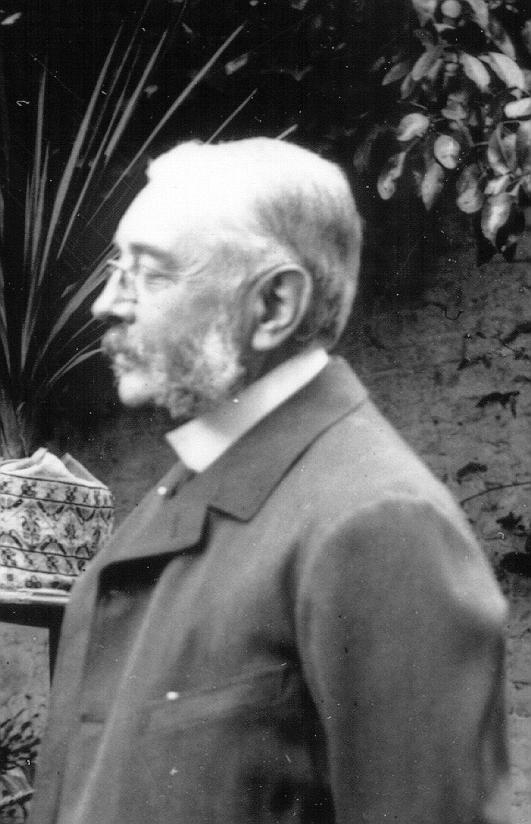
Léon Philippe Van Dievoet (1838-1908), père de l'architecte Henri Van Dievoet.

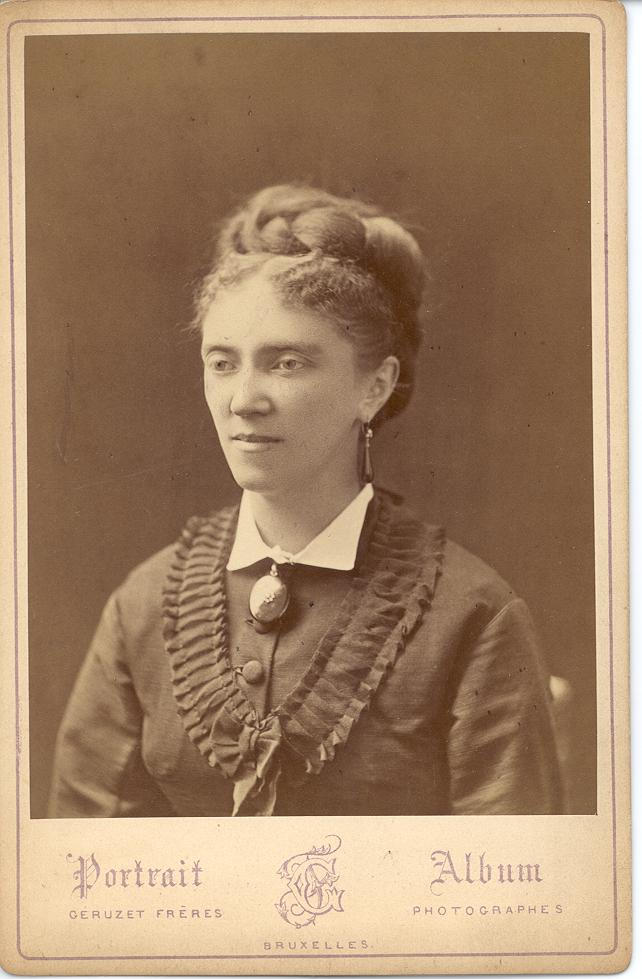
Hermine Straatman (1838-1917), épouse de Léon Van Dievoet, mère de l'architecte Henri Van Dievoet.

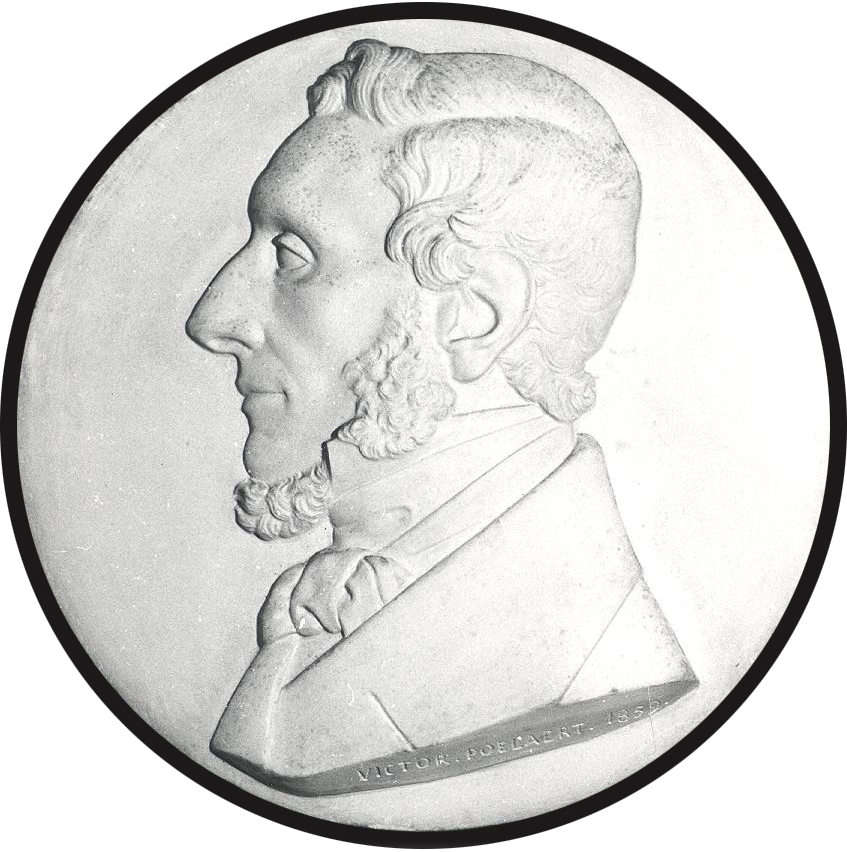
Eugène Van Dievoet (1804-1858), époux de Hortense Poelaert, grand-père de l'architecte Henri Van Dievoet, médaillon en plâtre sculpté par Victor Poelaert, en 1858-1859

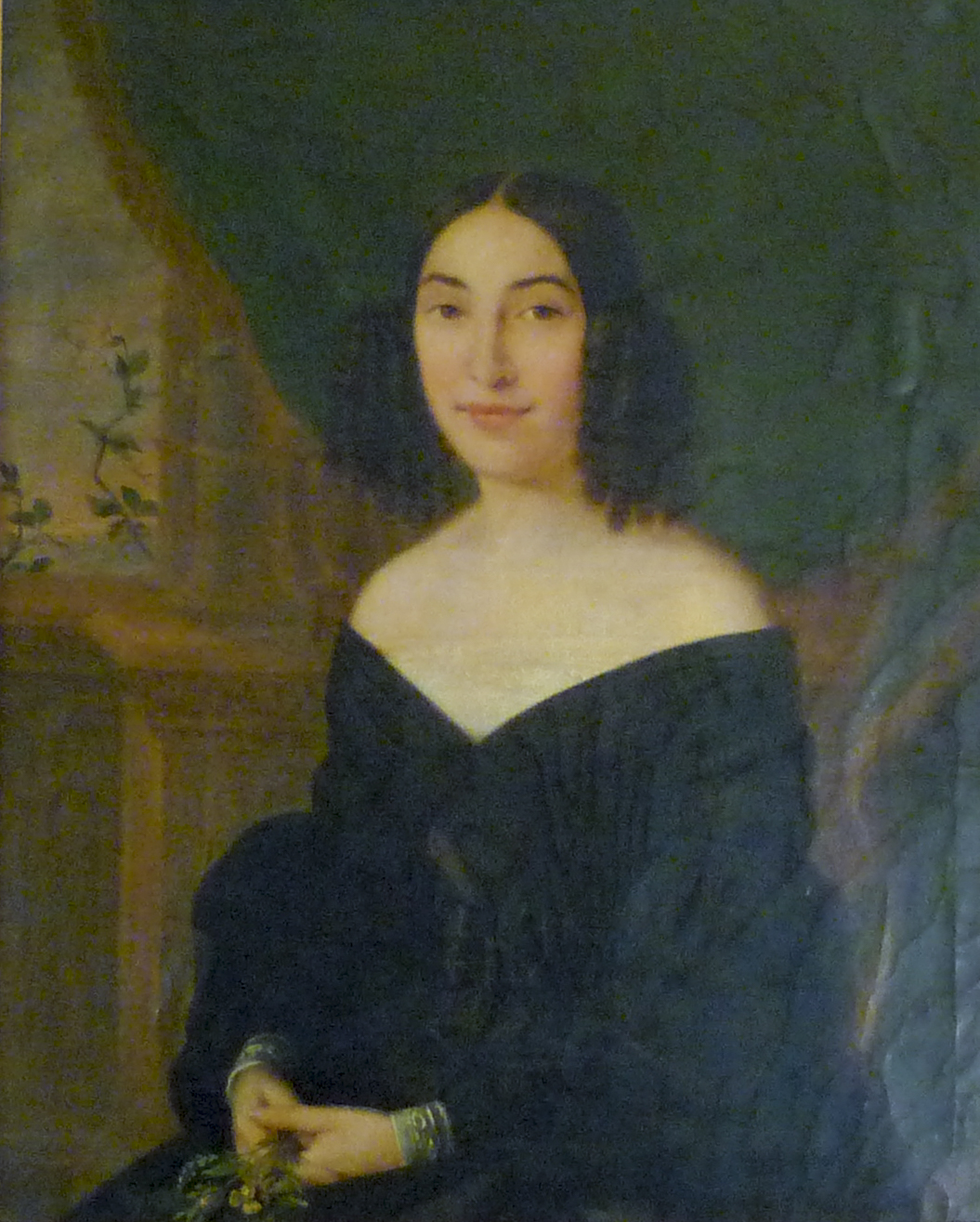
Hortense Poelaert (1815-1900), sœur de l'architecte Joseph Poelaert, et épouse d'Eugène Van Dievoet (1804-1858), grand-mère de l'architecte Henri Van Dievoet, huile par Ignace Brice, 1840 (71cm x 85 cm).

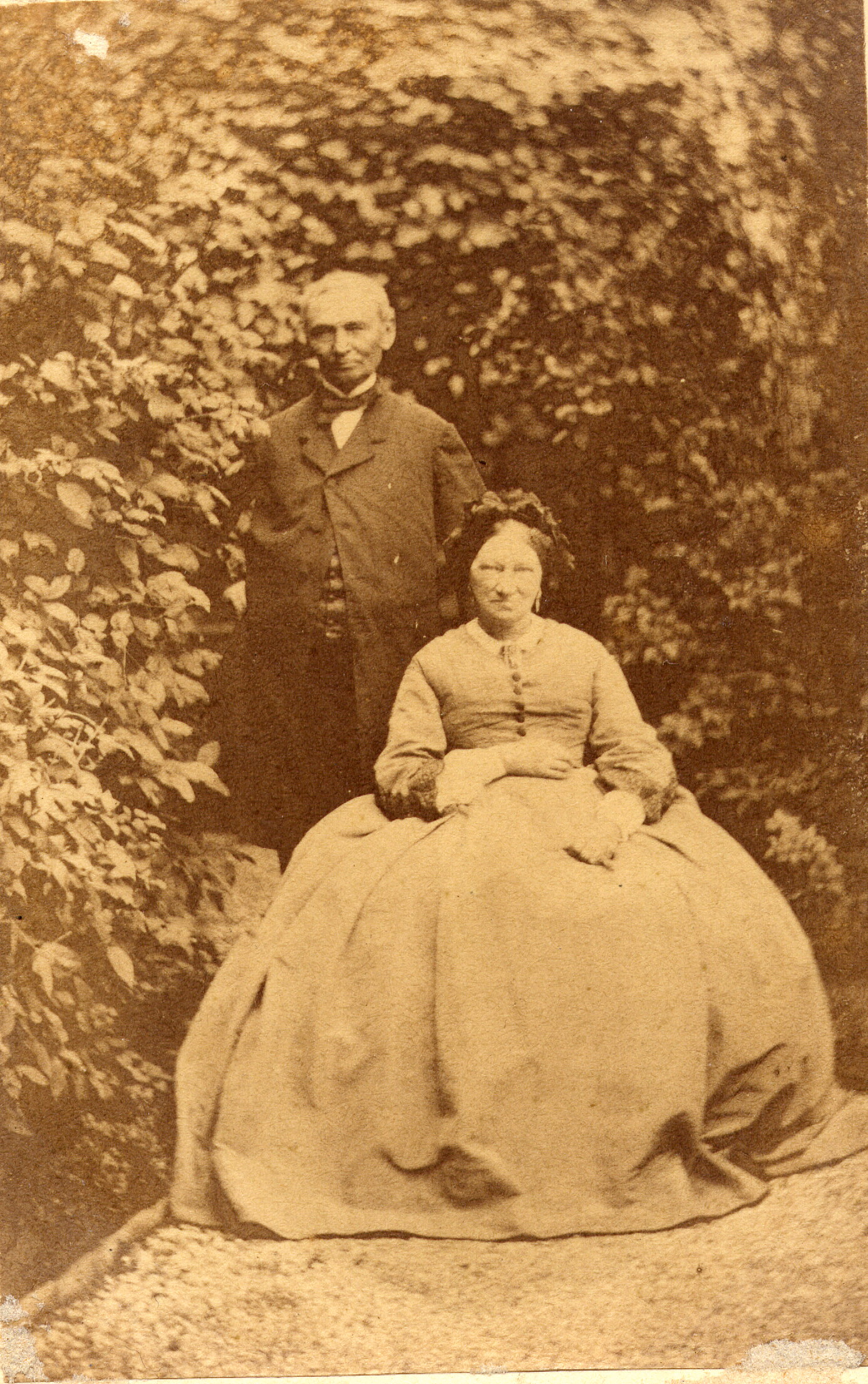
Lambert Straatman et Sophie Fautier, les grands-parents maternels de l'architecte Henri Van Dievoet.

- 1888 : Monument funéraire de style Art-nouveau, au cimetière de Robermont à Liège, du diplomate Léon Rodberg[19], vice-consul de Belgique, né à Ensival le 24 octobre 1832 et mort à Florence (Italie) le 17 mars 1888, époux de Marie Rosalie Joséphine Françoise Hanicq, née à Malines le 10 octobre 1841.
- 1889 : maison et Atelier d'artiste construit pour l'agent de change Félix Rodberg[20], 28 et 30 rue Washington[21] à Ixelles[22]. Cet atelier fut loué par Félix Rodberg à plusieurs artistes : au peintre Louis Artan de Saint-Martin (1837-1890) vers 1893[23], puis, vers 1897, à Hippolyte Wulffaert (1840-1912), peintre de scènes historiques et religieuses, et ensuite à Armand Bonnetain (1883-1973), sculpteur et médailleur, en 1914.
- 1890 : temple protestant de Haine-Saint-Paul-Jolimont[24], rue Henri Aubry, dédicacé le 1er novembre 1890 en présence de 350 personnes. Ce temple par Henri Van Dievoet a dû être abattu vers 1913 à la suite de graves dégâts miniers apparus deux ans à peine après son inauguration en 1890. Le second temple protestant de Jolimont est inauguré le 1er novembre 1915. Sa construction débuta en 1913 par l’architecte français Charles Bamban, originaire de Versailles. En 1997, grâce à l’aide de la commune de La Louvière, l’intérieur a été complètement rénové.
- 1890 : Reconstruction de l'église protestante de Bruxelles, rue du Musée, 2[25].
- 1895 : Court-Saint-Étienne, ancienne conciergerie[26], avenue des Combattants, 122.
- 1895 (?) : Court-Saint-Étienne, villa[27], avenue des Combattants, 124.
- 1895 : une série de quatre maisons rue Patton, à Ixelles de petit gabarit conçues sur schéma répétitif (nos 46 à 52) et qui présentaient un certain intérêt architectural jusqu'à ce que de nombreuses transformations les défigurent complètement. Cet ensemble fut construit à la demande de la Veuve Best.
- 1897 : hôtel de maître : l'hôtel De Leeuw, avenue Louise, 182 à Bruxelles, orné de sgraffites ("Maronniers") par son frère Gabriel Van Dievoet[28].
- 1900 (circa) : maison de style Art nouveau, boulevard Général Jacques, 36, à Etterbeek (Bruxelles).
- 1901-1904 : Caisse d'Épargne et de Retraite. Après la mort de Beyaert, les plans d'agrandissement furent confiés à Henri Van Dievoet de 1901 à 1904 consistant en une aile de huit travées jointive à l'habitation du directeur, rénovée simultanément, et aile de cinq travées vers la rue des Boiteux, dont subsiste toujours le portail d'entrée[29]. Le 15 octobre 1903, son frère Gabriel Van Dievoet y exécuta un sgraffito.
- 1901-1904 : Ferme des Boues, quai de Willebroeck, 22.
- 1901-1904 : Arsenal du Charroi[30], boulevard Louis Schmidt, 1-29.
- 1901 : une série d'immeubles à appartements, rue Campenhout, pour la Société des Habitations à Bon Marché de Bruxelles.
- 1902 : Villa "Les Églantines", à Watermael, avec sgraffites ornées d'églantines par son frère le décorateur Gabriel Van Dievoet (propriétaire : Lépreux).
- 1905 : Caserne pour le régiment du Train, avenue de la Cavalerie (actuellement avenue de la Force aérienne).
- 1908 : École royale militaire[2], avenue de la Renaissance, 30, en collaboration avec Henri Maquet. Comme on peut lire dans l'Histoire de l'École Militaire, 1834-1934: « La façade du bâtiment principal, en bordure de l'avenue de la Renaissance, œuvre de l'architecte Maquet pour l'enveloppe architecturale, du service technique du Génie pour l'économie intérieure (1er architecte : M. Van Dievoet et commandant Dubuisson), a belle allure »[31]. La façade est ornée des statues de Mars et de Minerve par Braecke et les bas-reliefs du fronton sont de H. Hérain et représentent : La Belgique sous l'égide de Mars faisant appel à l'amour de la Patrie, aux Arts et aux sciences, pour former les chefs de ses légions.
- 1908 : la caserne de gendarmerie à Etterbeek (pour partie[32]).
- 1909 : Hôtel Astoria[33],[34], rue Royale, 103[2],[35].
- Diamant Palace, (futur Aegidium), surhaussement d'une partie de la salle mauresque, à Saint-Gilles (Bruxelles).
- 1913 : Schaerbeek : avenue Eugène Plasky, 75, hôtel de maître pour le rentier Léon Verbeeck, de style Beaux-Arts[36].
- 1918 : Monument funéraire de ses cousins Charles Janssen (1851-1918), avocat, échevin de Bruxelles, époux de Berthe Poelaert (1858-1933), au cimetière de Bruxelles. (S. 23e p./57ème av.)

### Non datés
- Banque Nationale à Hasselt.
- Plusieurs maisons au boulevard Général Jacques à Bruxelles.
- Plusieurs villas à Watermael-Boitsfort et dans la périphérie bruxelloise.

### Projets non réalisés
- 1890 : Projet de cercle militaire (Salon d'architecture de 1890)[37].
- 1890 : Projet de six petites façades (Salon d'architecture de 1890)[38].
- 1894 : Projet de palais législatif pour un pays constitutionnel (Grand Prix d'architecture de la Ville de Bruxelles)
- 1902 : Projet de logement ouvrier et social à Laeken rue du Travail[39].
- 1905 : Projet de théâtre Wagnérien[40] à Ostende, en collaboration avec l'architecte Ernest Stordiau.

## Œuvres d'autres architectes «Van Dievoet»
Il ne faut pas confondre l'œuvre architecturale d'Henri Van Dievoet avec celle d'autres membres de sa famille, comme celles de:
- Paul Van Dievoet (1896-1947), son fils, architecte de la Commune de Schaerbeek.
- Gabriel Van Dievoet (1875-1934), son frère, auteur de nombreux projets de sgraffitos.
- Eugène Van Dievoet (1862-1937), son cousin germain, major du génie, ingénieur, professeur à l'École militaire et architecte (domicilié rue Vergote 30), membre de la Société royale d'archéologie de Bruxelles.
- ou de son neveu l'architecte Léon Van Dievoet (1907-1993), qui outre une œuvre architecturale a laissé des centaines de dessins, d'aquarelles, de peintures ou de gravures de Bruxelles s'étalant de 1923 à 1993 et qui nous conservent le souvenir précieux de nombreux endroits désormais disparus.

## Ses écrits

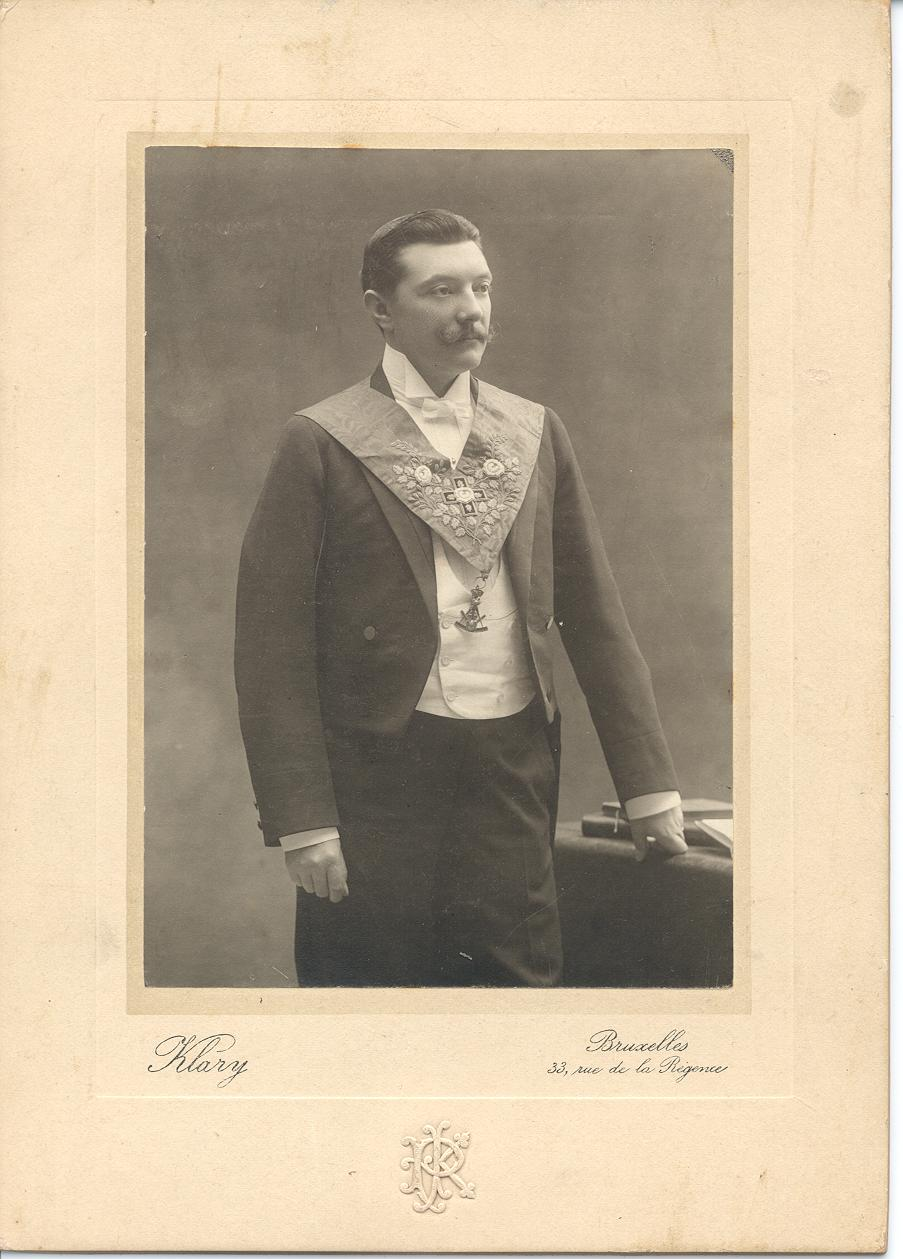
L'architecte Henri Van Dievoet, portant son sautoir de "18°, Souverain Prince Rose-Croix ". Il était membre de la Respectable Loge, Les vrais amis de l'union et du progrès réunis à l'Orient de Bruxelles.

### Publications
- 1893 : « Exposition des travaux des élèves de l'École Mixte de dessin et d'industrie de Schaerbeek », dans L'Émulation, Bruxelles, 1893, E. Lyon-Claesen, p. 152 à 154.
- 1893 : « Atelier d'artiste, r. Washington à Bruxelles (1889) », dans: L'émulation, 12, 1893, pl. 11-12.
- 1896 : « L'art appliqué au Cercle artistique », dans La Chronique des Travaux Publics et de la Finance, Bruxelles, 2 février 1896.
- 1896 : « L'art décoratif », dans La Chronique des Travaux publics et de la Finance, Bruxelles, 7 juin 1896.
- 1896 : « L'art à Ixelles », dans La Chronique des Travaux publics et de la Finance, Bruxelles, 5 juillet 1896.
- 1910 : « Nécrologie : Jean Naert », dans L'Émulation, Bruxelles, 1910, no 11, p. 83-84.

### Publications restées manuscrites
- Comptes rendus des séances de la Société centrale d'architecture de Belgique, manuscrit conservé dans les archives de la S.C.A.Br.

## Portrait
- Un portrait en héliogravure d'Henri Van Dievoet, avec sa signature, Berlin-Charlottenburg, éd. Adolf Eckstein, s. d. Vraisemblablement tirée d'une revue d'architecture. Il s'agit du même lithographe que celui qui travaillait pour Gustave Deltour, La Belgique d'aujourd'hui. Album illustré biographique, 1905.

## Documents d'archive
- 1900 : Archives de la Ville de Bruxelles : Manuscrits par Henri Van Dievoet. - 1900. - 9 plans. Contenu : Plans (y compris relevé d'un bâtiment à adapter) : Projet de magasins et ateliers de la ville. Cote AVB Plan portefeuille 3496 et 3502.

## Iconographie de son œuvre architecturale

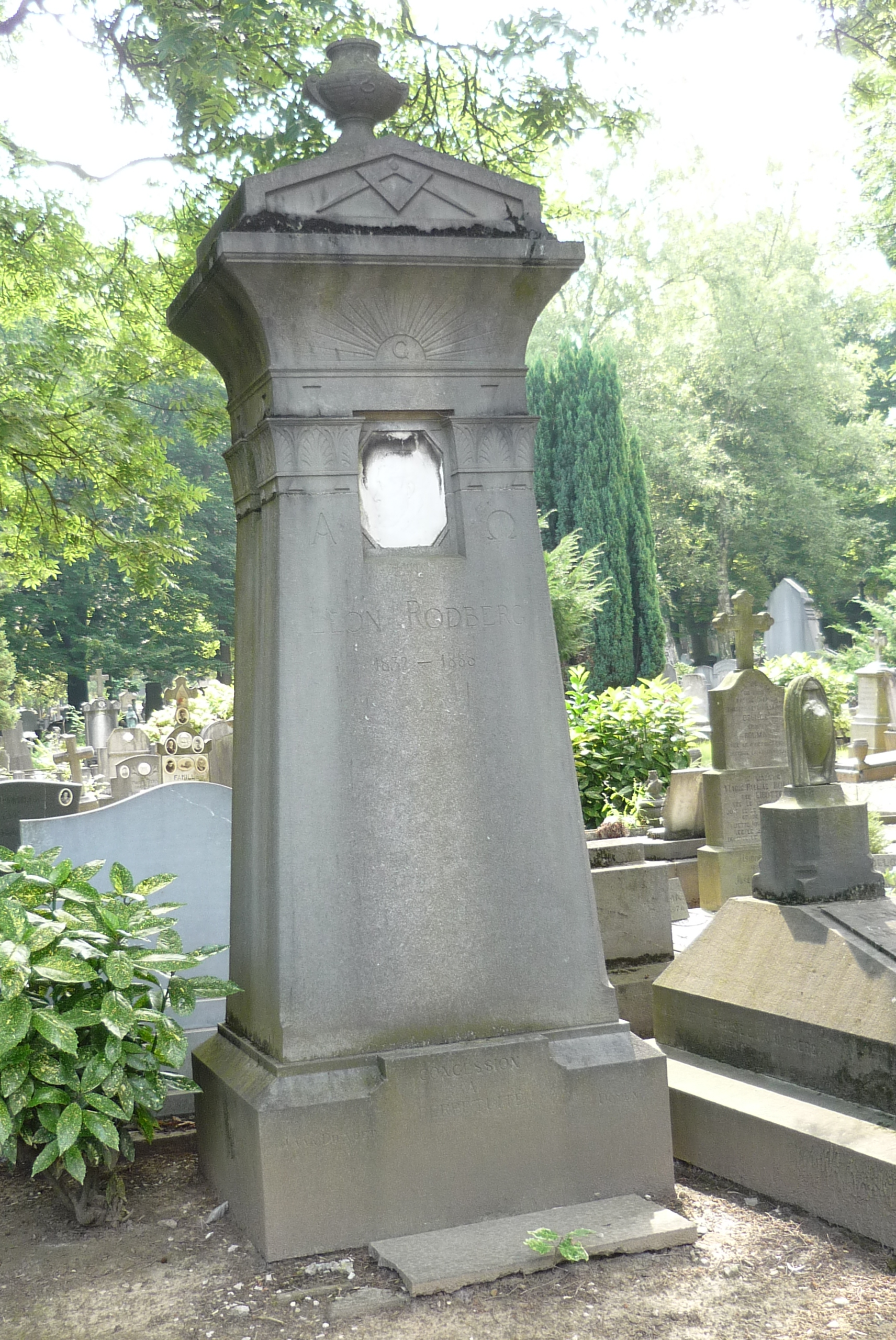
1888 - Tombe du diplomate Léon Rodberg, vice-consul de Belgique, de style Art nouveau au cimetière de Robermont à Liège par l'architecte Henri Van Dievoet.
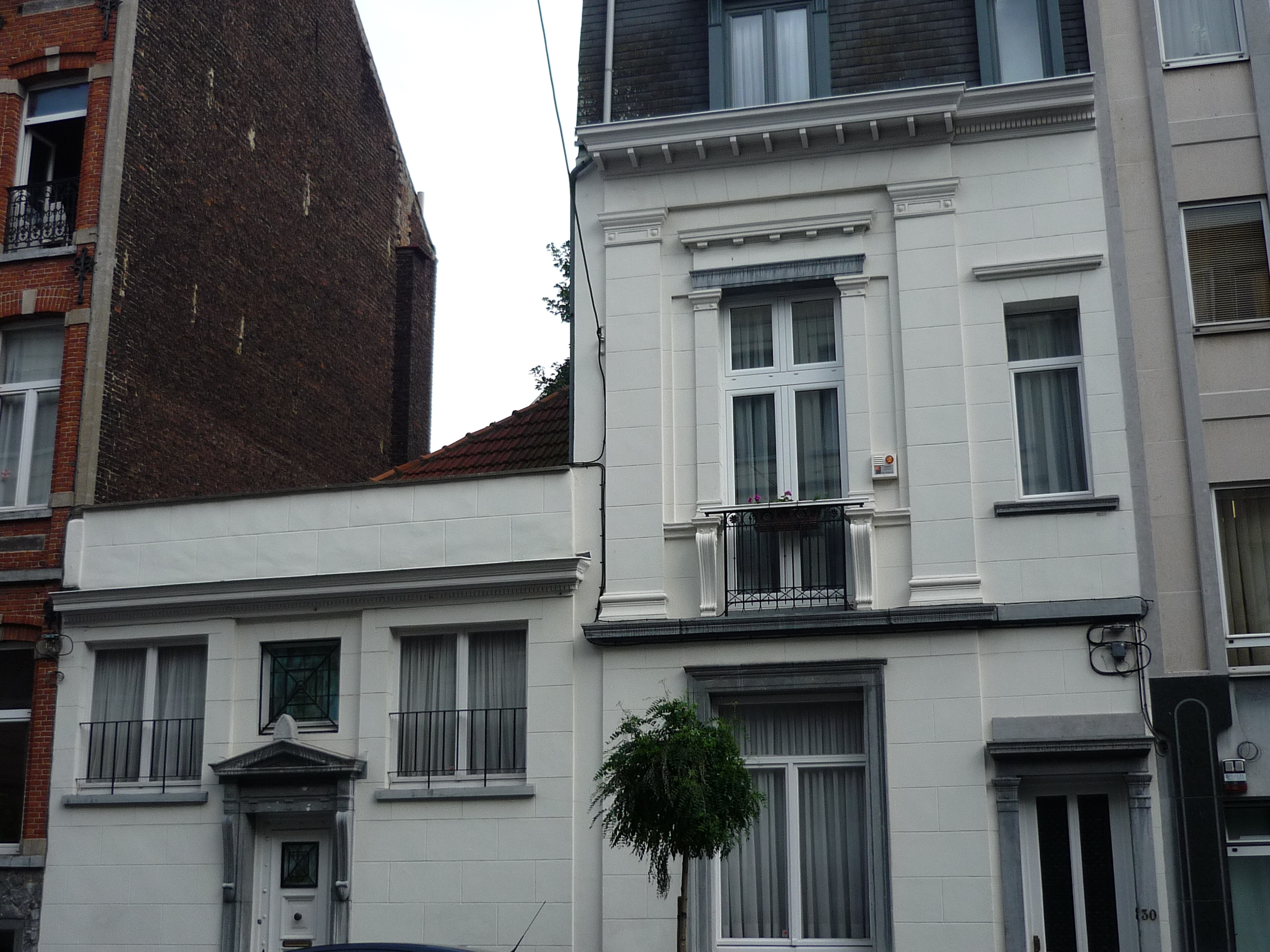
1889 - Maison et atelier d'artiste pour l'agent de change Félix Rodberg, 30 rue Washington à Ixelles, par Henri Van Dievoet, architecte.
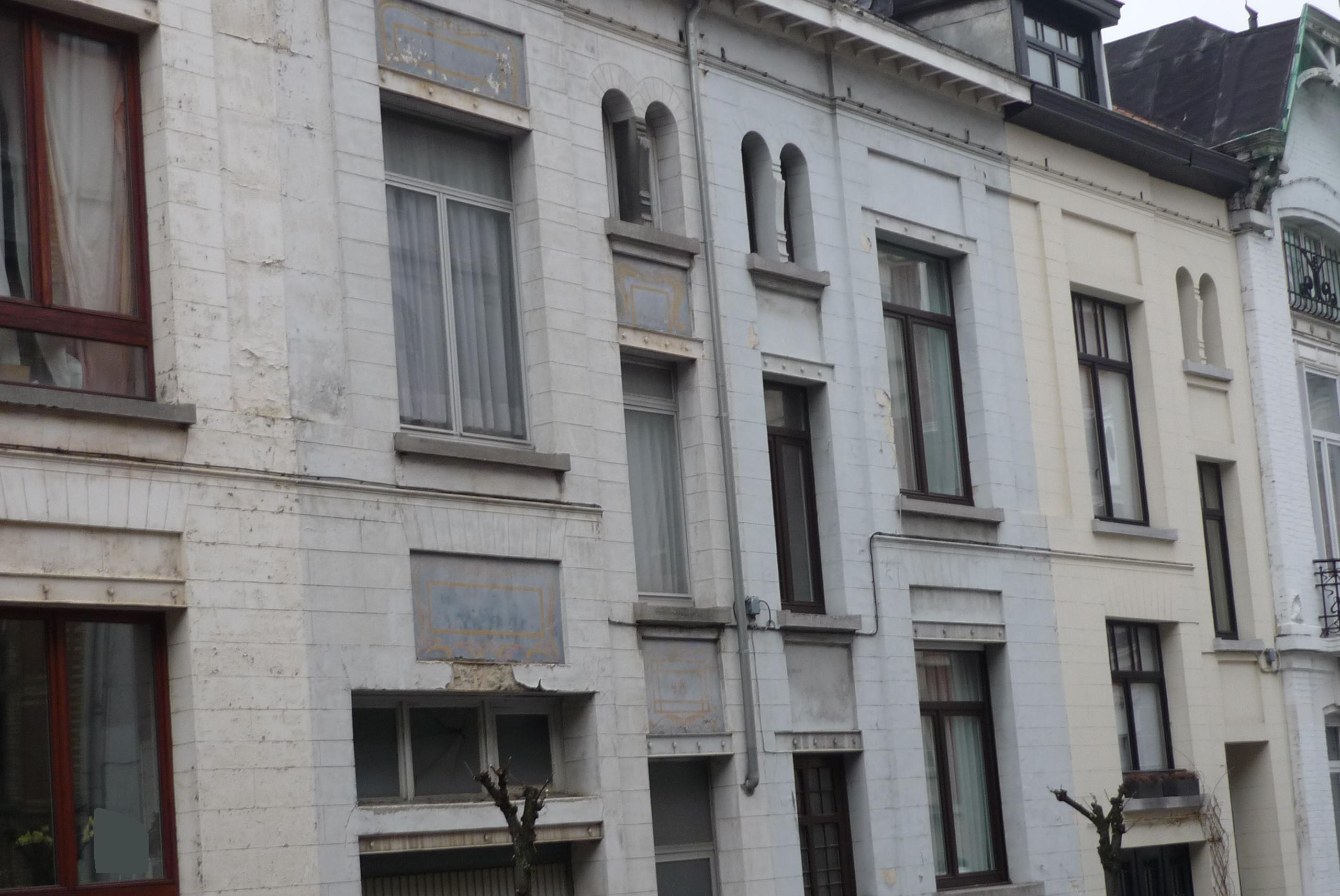
1895 - Ixelles, Bruxelles, série de maisons rue Patton 46 à 52, construites pour Madame Best par l'architecte Henri Van Dievoet, état en 2009.
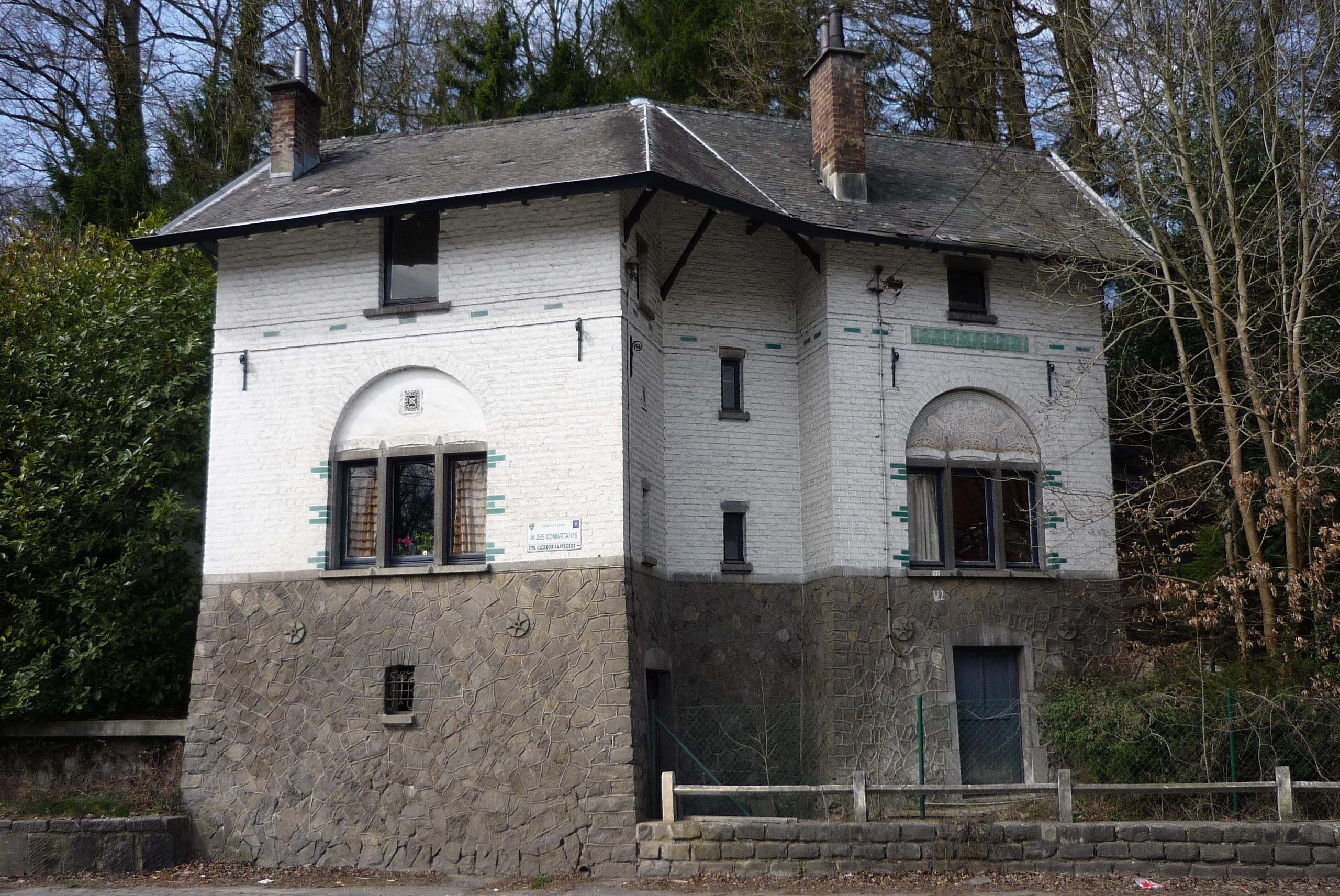
1895 - Court-Saint-Étienne, pavillon de Concierge par l'architecte Henri Van Dievoet.
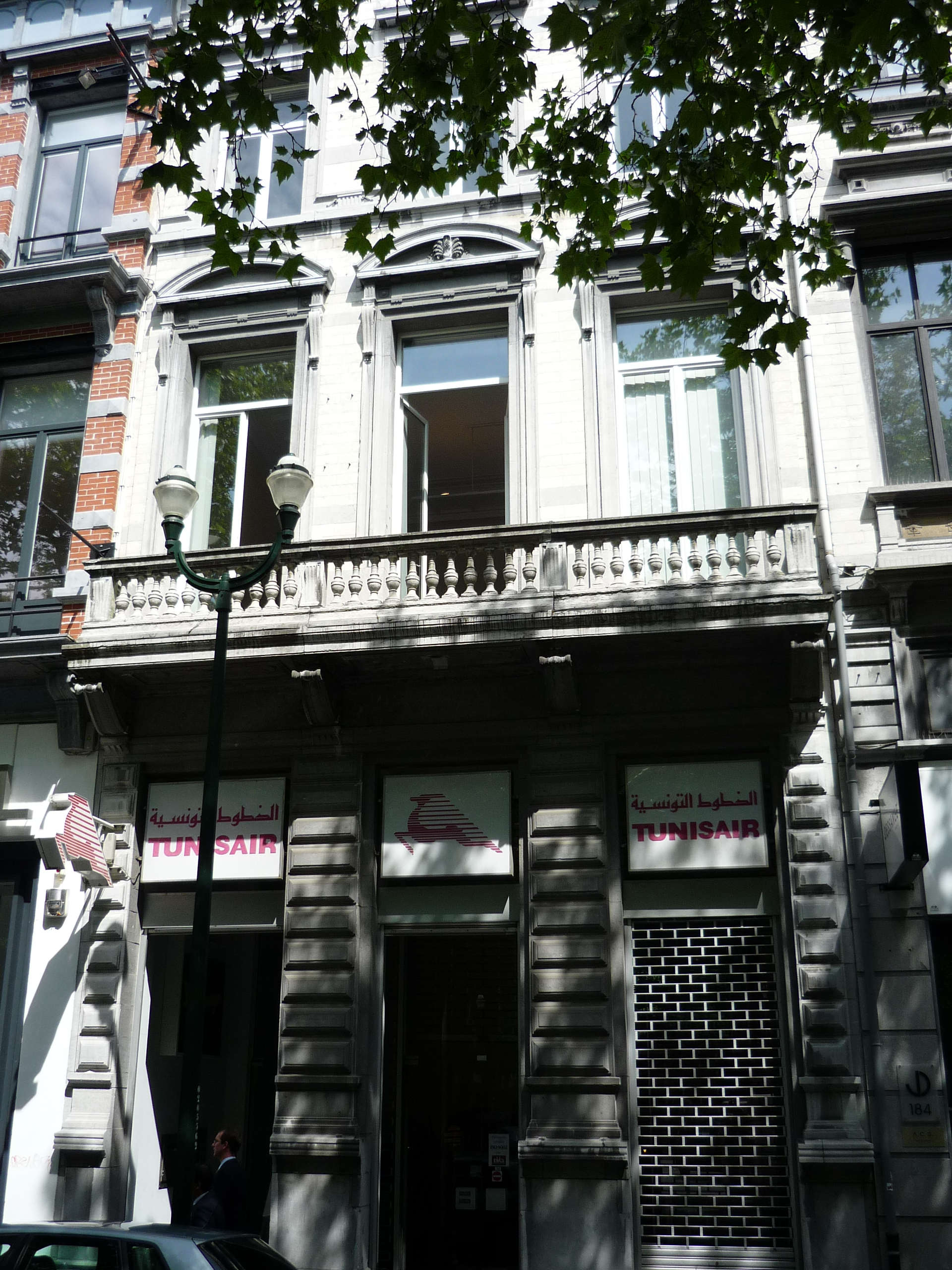
1897 - Avenue Louise, 182, maison De Leeuw, par l'architecte Henri Van Dievoet.
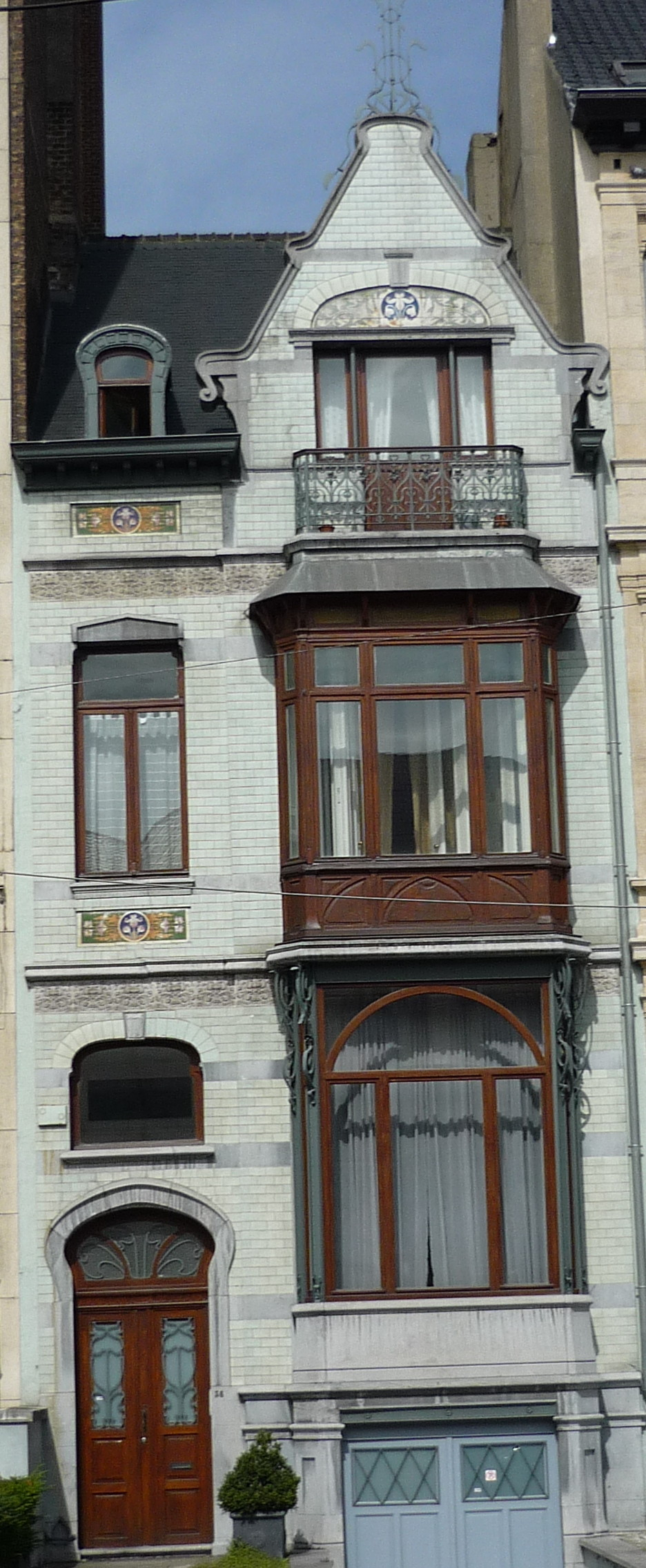
vers 1900 - Maison de style Art nouveau, boulevard Général Jacques, 36, à Etterbeek (Bruxelles), par l'architecte Henri Van Dievoet.
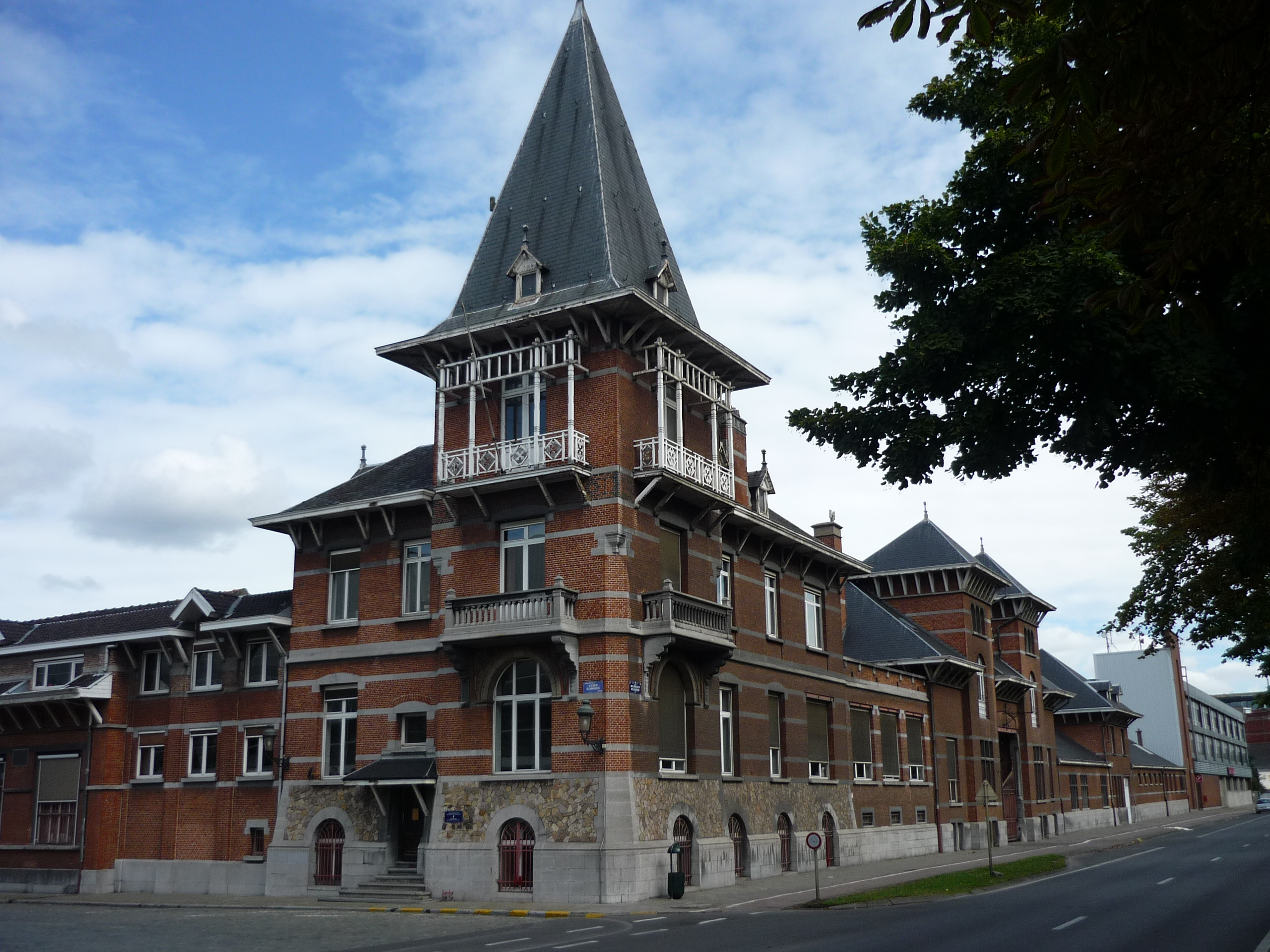
1901 - Ferme des Boues à Bruxelles, quai de Willebroeck, 22, architecte Henri Van Dievoet, 1901.
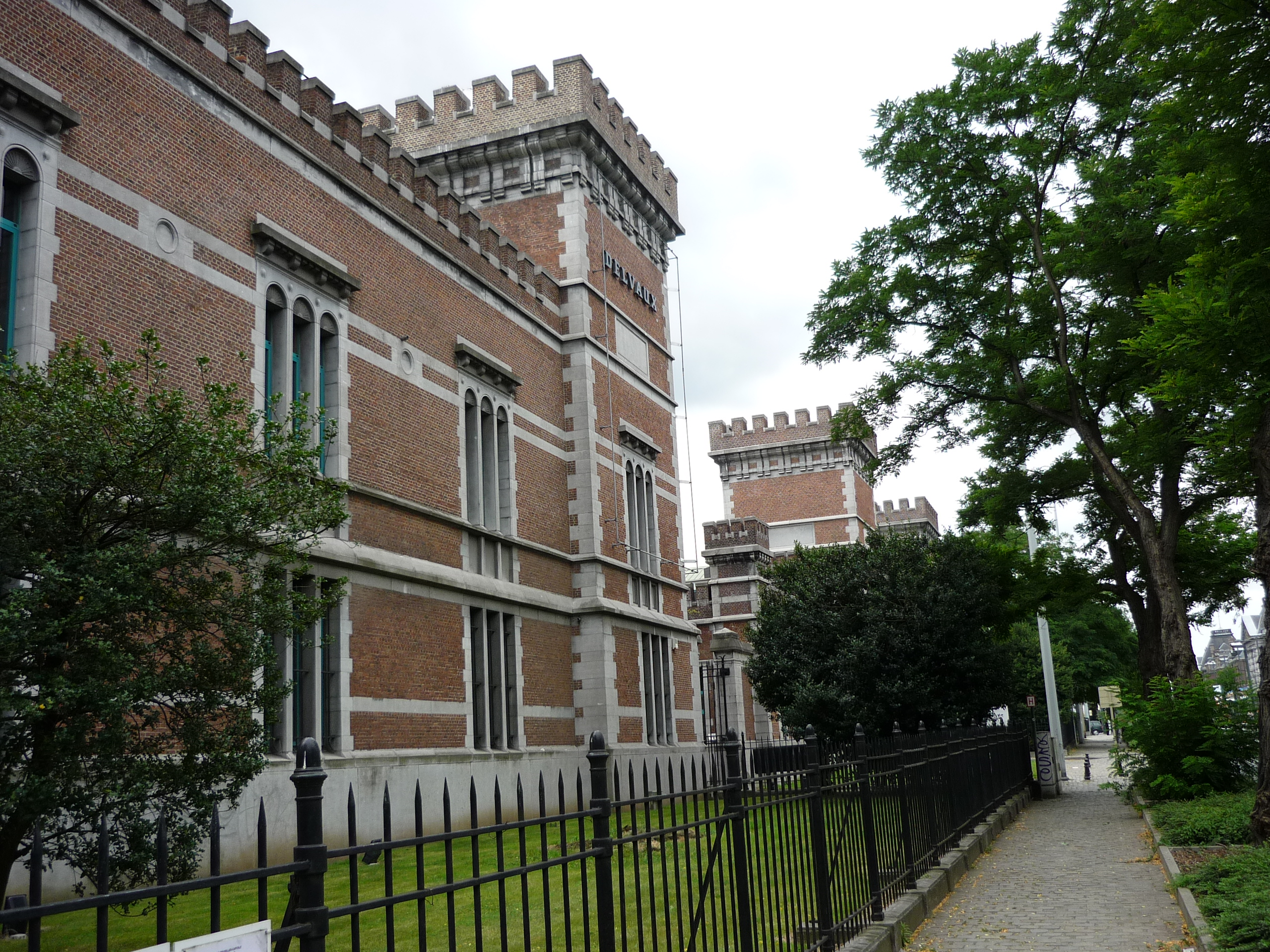
1901-1904 - L'Arsenal du Charroi à Etterbeek (Bruxelles), par l'architecte Henri Van Dievoet.
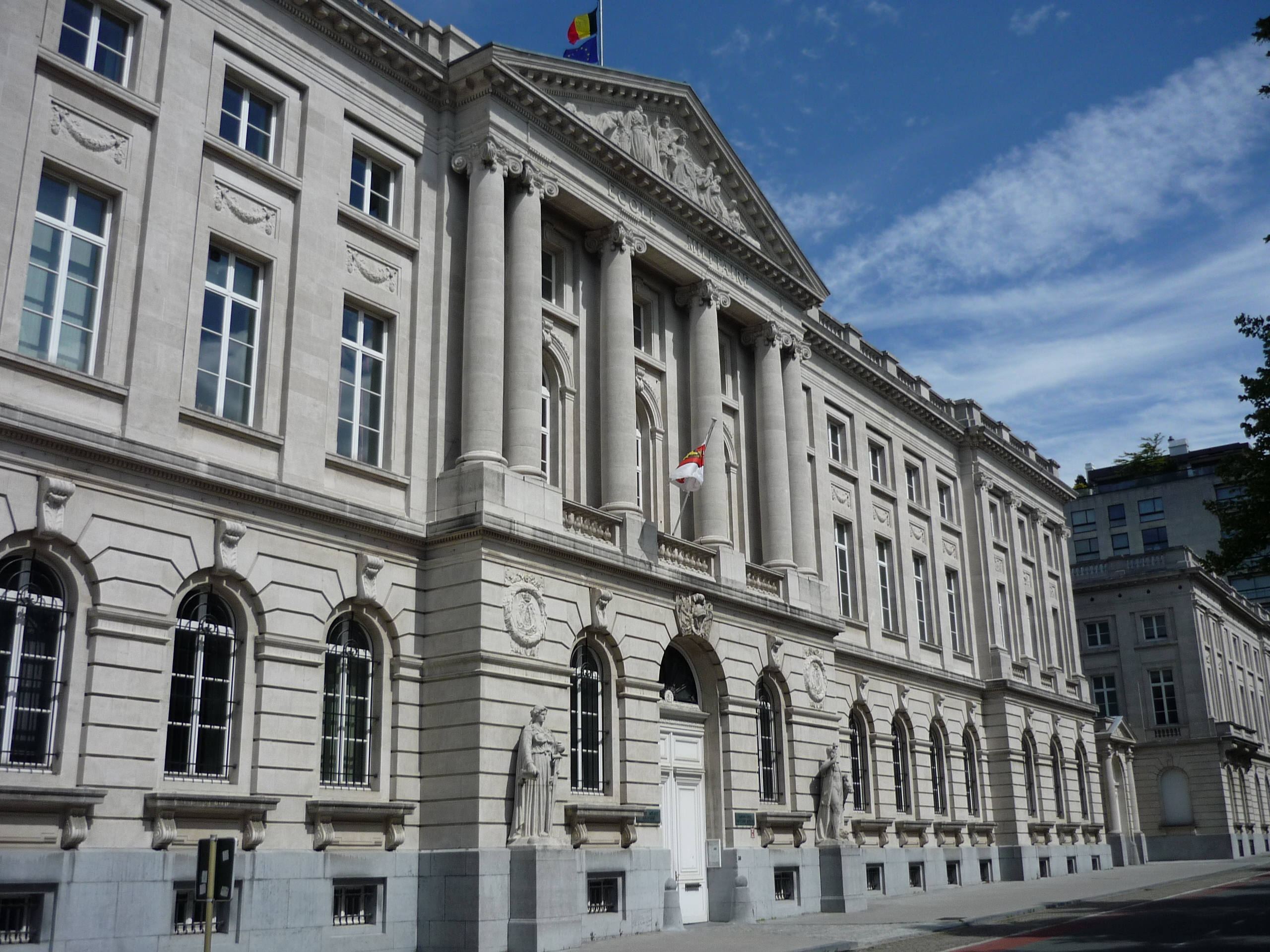
1908 - École royale militaire, avenue de la Renaissance, 30, Bruxelles, par les architectes Henri Maquet et Henri Van Dievoet.
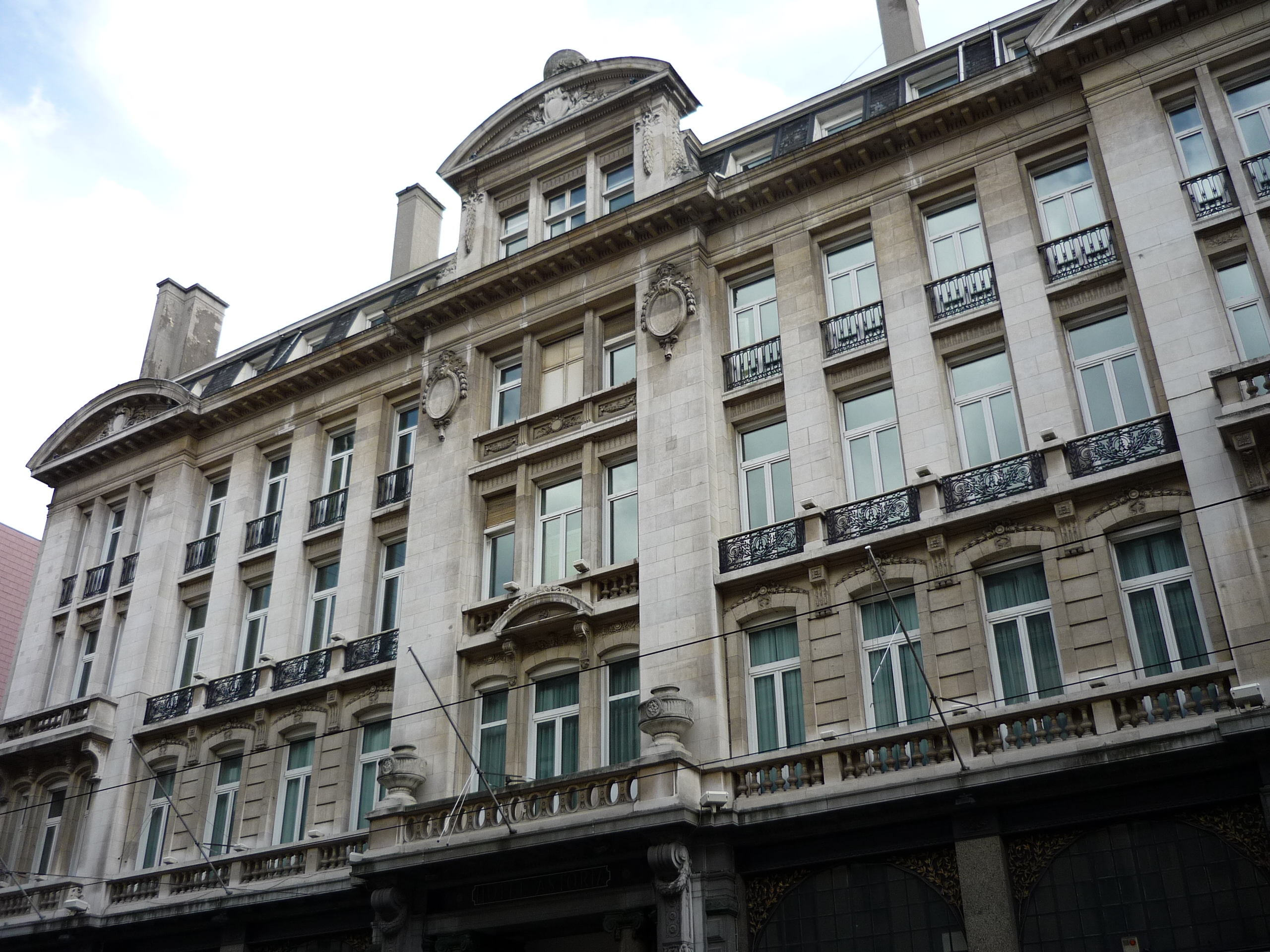
1909 - Hôtel Astoria à Bruxelles, par l'architecte Henri Van Dievoet, 1909.
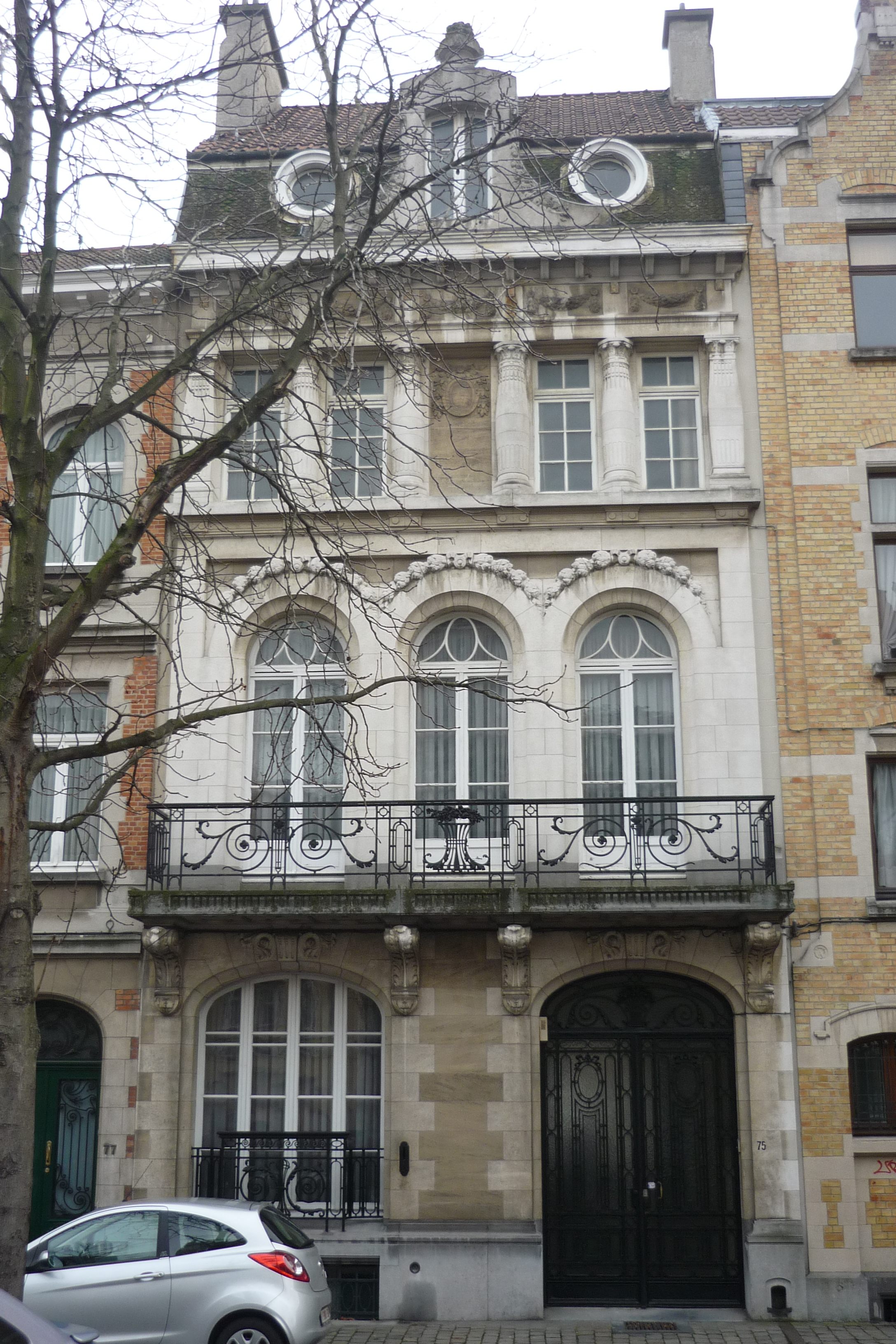
1913 - Schaerbeek, avenue Eugène Plasky, 75, hôtel de maître du rentier Léon Verbeeck, architecte Henri Van Dievoet, 1913.
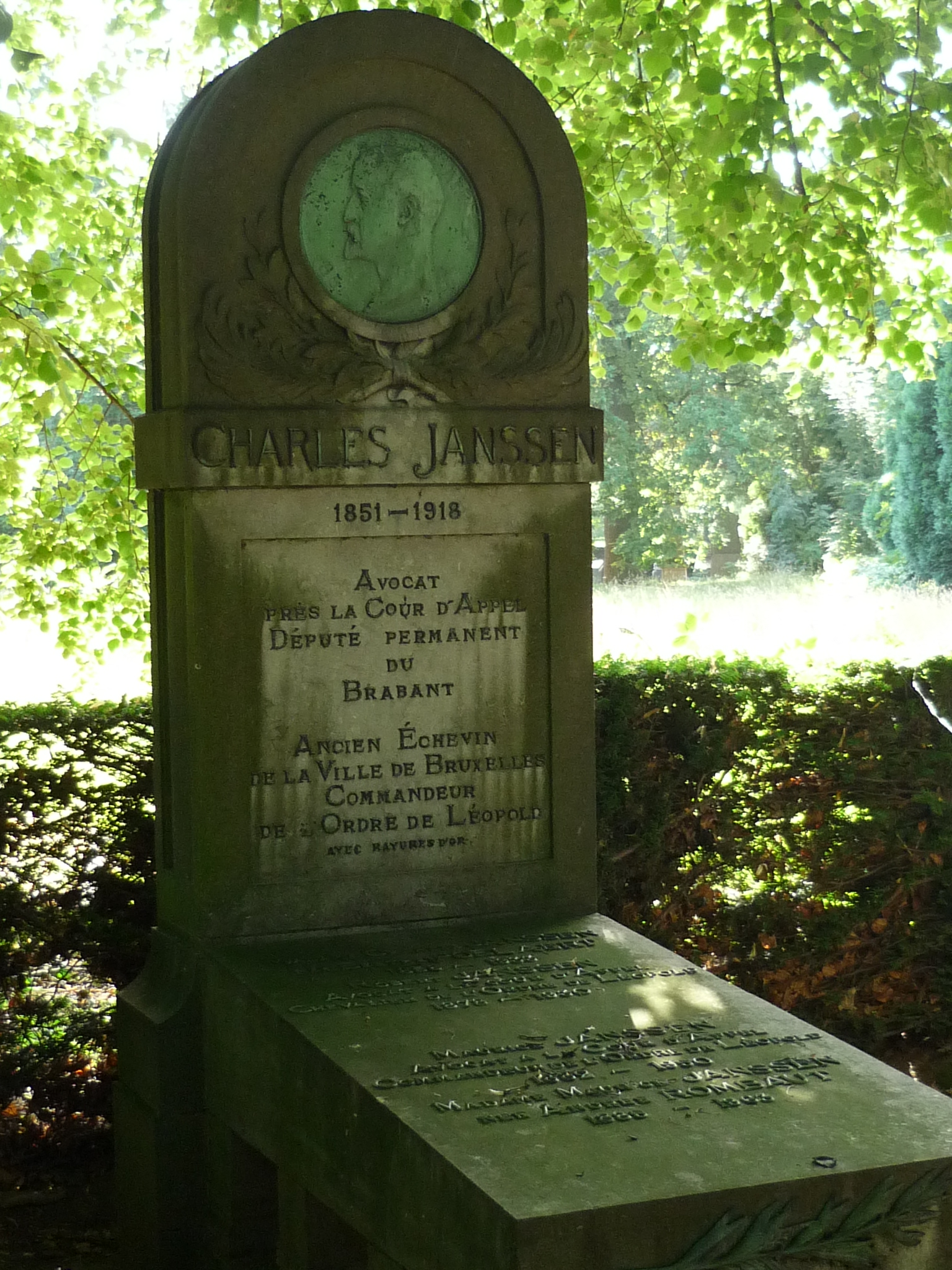
1918 - Tombeau de la famille de ses cousins Charles Janssen-Poelaert, échevin de Bruxelles, par l'architecte Henri Van Dievoet.
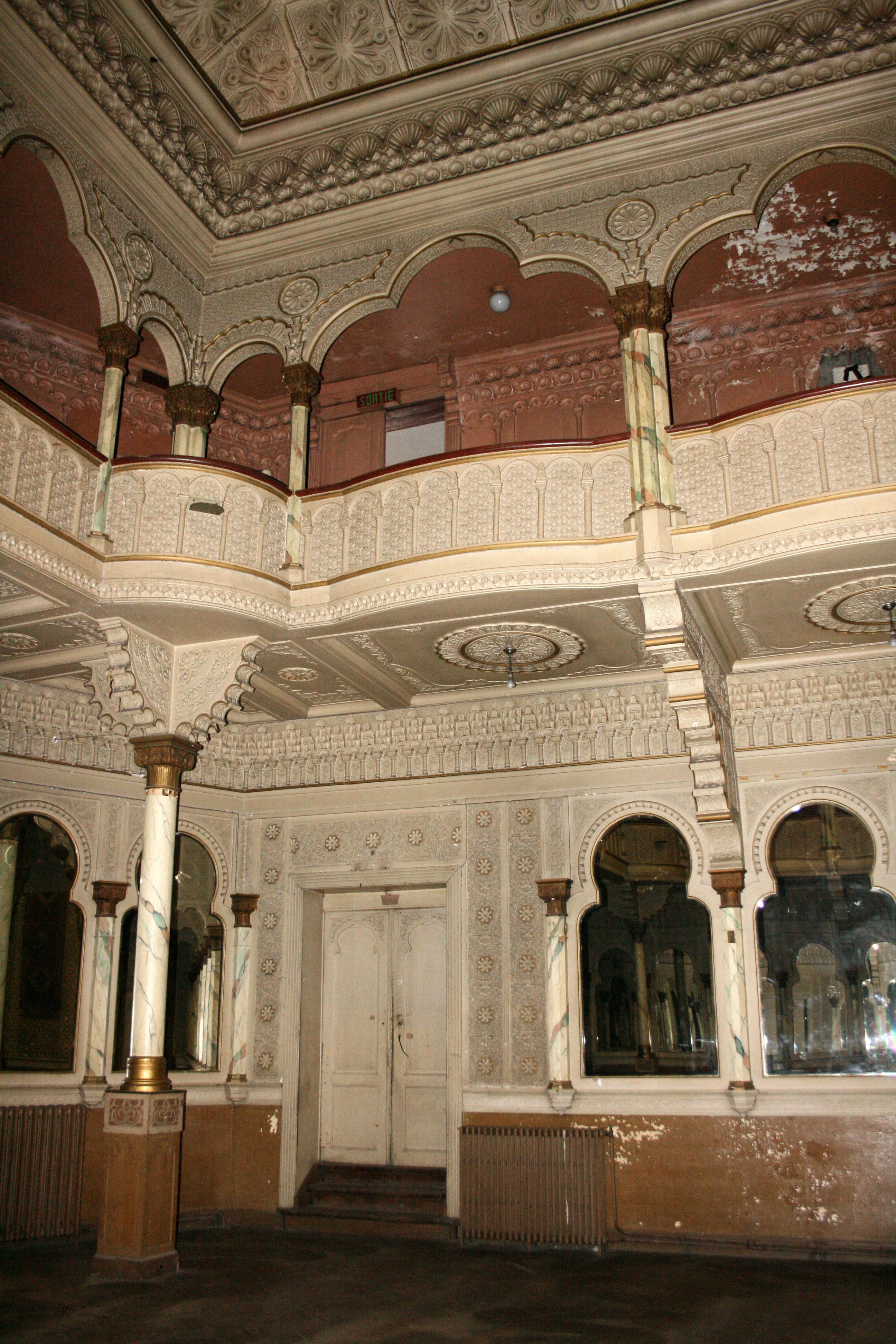
Diamant Palace à Saint-Gilles (Bruxelles), futur Aegidium, surhaussement d'une partie de la salle mauresque, par Henri Van Dievoet.